# 257 до н. е.

## Події
- постало в'єтнамське царство Аулак
- Битва біля Тіндаріса

## Померли
- полководець царства Цінь Бай Ці